# 完顏鏗
完颜铿（1214年—1216年1月19日），中國金朝皇孙，金宣宗完颜珣长子完颜守忠的儿子。
贞祐三年（1215年）正月，皇太子完颜守忠去世，谥号庄献太子。五月，立完颜铿为皇太孙，当时完颜铿才二岁。当年十二月廿九癸丑，完颜铿就去世了，贞祐四年（1216年）正月，金宣宗赐孙子谥号冲怀太孙。金宣宗再立完颜守忠的弟弟、完颜铿的叔叔完颜守礼为太子。